# Aralia malabarica
Aralia malabarica é uma espécie de Aralia nativa da Índia.